# تانگائور
تانگائور (انگلیسی: Tangaur) یک شهرک در شهرستان کوگارچینسکی جمهوری باشقیرستان در کشور روسیه است.